# Mezquita Jama de Fatehpur Sikri

La Jama Masjid es una mezquita congregacional del siglo XVI declarada Patrimonio de la Humanidad de la UNESCO en Fatehpur Sikri, en Uttar Pradesh, India. Fue construida por el emperador mogol Akbar, y fue la mezquita más grande del imperio en el momento de su construcción. El diseño de la Jama Masjid se inspiró en mezquitas anteriores construidas por varios sultanatos pre-mogoles, y sirvió de importante precedente en la posterior arquitectura mogola.
Entre los monumentos más destacados del complejo se encuentran la Buland Darwaza, que actúa como puerta sur de la mezquita, y el Mausoleo de Salim Chishti, santo en cuyo honor se construyó la mezquita.

## Historia
Akbar encargó la construcción de la Jama Masjid como parte de su nueva capital, Fatehpur Sikri. La estructura fue uno de los primeros lugares construidos en la ciudad, y se terminó en algún momento entre 1571 y 1574, según sus propias inscripciones. La mezquita se erigió en honor del sufí jeque Salim Chishti, consejero espiritual de Akbar. También debía servir de janqa (escuela monástica) para los descendientes del shaij. En su época, fue ensalzada por varios autores y viajeros por su belleza y grandeza.
La mezquita desempeñó un papel importante en los designios religiosos de Akbar. En 1579, pronunció el jutba para una oración congregacional a la que asistieron los habitantes de Fatehpur Sikri. Aunque algunos de sus antepasados lo habían hecho, la lectura de la jutba estaba reservada normalmente a los líderes religiosos (como los  imanes), por lo que los ulema la consideraban radical. Akbar también se unió a la población en su oración, e incluso se le vio barriendo el suelo de la mezquita. Kavuri-Bauer sostiene que todas estas acciones fueron deliberadas por parte de Akbar, que utilizó la mezquita para presentarse como un soberano divino y no como un gobernante normal.
La mezquita Jama Masjid de Fatehpur Sikri siguió siendo un «símbolo del patrimonio y el orgullo mogol» tras el reinado de Akbar. La mezquita fue muy admirada por el hijo y sucesor de Akbar, Jahangir, que la calificó como uno de los mayores logros arquitectónicos de su padre. Jahangir habló largo y tendido sobre el complejo de la mezquita con su hijo Khurram durante una estancia en Fatehpur Sikri en 1619. Khurram llegó a convertirse en el emperador mogol Shah Jahan, y citó esta mezquita como modelo para su propia Jama Masjid en Delhi.

## Arquitectura

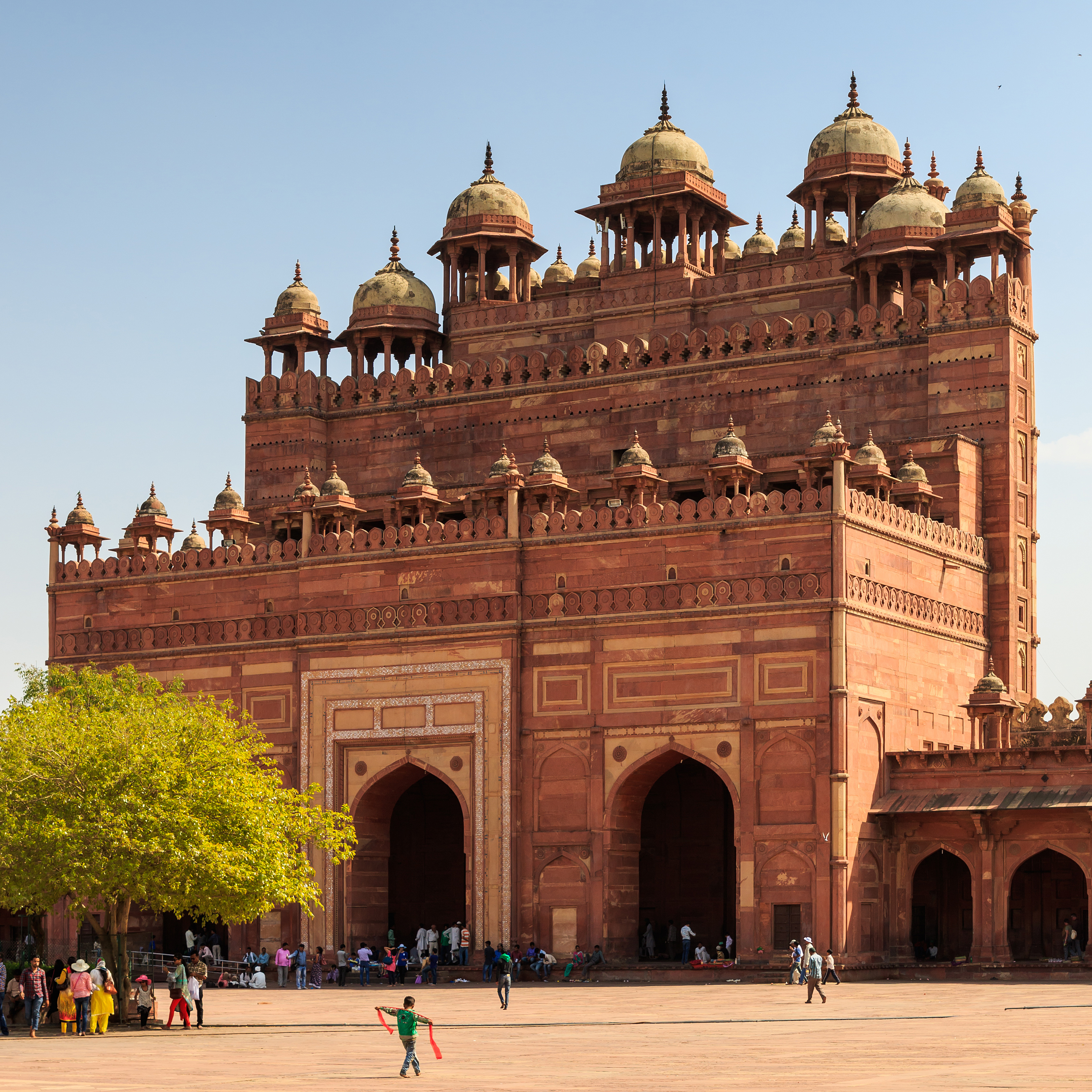
Puerta de Buland Jama Masjid.

La Jama Masjid está situada en el punto más alto de la cresta rocosa sobre la que se asienta el emplazamiento de Fatehpur Sikri. Está colocada sobre un zócalo elevado, construido para proporcionar una superficie nivelada. El complejo de la mezquita está rodeado por muros en recinto; justo fuera del muro sur hay un gran baoli (cisterna escalonada octogonal).
Al igual que el resto de Fatehpur Sikri, la mezquita está hecha de arenisca roja extraída de la cantera local. También emplea piedra arenisca amarilla, mármol y pizarra para la decoración, y presenta caligrafía persa y caligrafía árabe.
En el momento de su construcción, la mezquita era la mayor de la India mogol. Representa una fusión de arquitectura islámica, hindú y arquitectura jaina, con una marcada influencia guyaratí. Asher afirma que la mezquita toma elementos de la Jama Masjid, y de la Jama Masjid de Chanderi, ambas estructuras pre-mogoles. Alfieri también ve una inspiración en las Jama Masjids anteriores a la época mogol, pero cita las de Atala y Champaner.

### Puertas
Al complejo de la mezquita se accede por tres puertas. La puerta oriental, conocida como Badshahi Darwaza (Puerta Imperial), fue utilizada por Akbar para acceder a la mezquita. Está decorada con mosaicos tallados. Es posible que las puertas norte y sur se parecieran históricamente; sin embargo, en 1573 Akbar reconstruyó la puerta sur como Buland Darwaza' (Puerta Alta) para celebrar el éxito de su campaña militar en Gujarat. Es la puerta más prominente y un monumento en sí mismo, con pasillos y habitaciones en sus muchos pisos. Asher dice que es más probable que la puerta se construyera para enfatizar la relación de Akbar con la Chishtiyyai.

### Patio
El sahn (patio) tiene unas dimensiones de 165 m x 130 m. En el centro hay una cisterna de ablución. Los lados norte, sur y este del patio están flanqueados por dalans (arcadas). Estos están sombreados por un chhajja (alero) continuo y saliente, sostenido por ménsulas. Los chhatris rematan los parapetos de estas arcadas. La crujía interior de las arcadas está dividida en mehmaan khana (celdas), probablemente utilizadas como dormitorios para los devotos.
Hacia el lado norte del patio se encuentran el Mausoleo de Salim Chishti, la tumba de Islam Khan y las de otros miembros de la familia Chishti. El mausoleo de Salim Chishti contrasta con la piedra arenisca roja del complejo Jama Masjid por su uso mayoritario de mármol de makrana. Bajo el patio hay depósitos subterráneos de agua.

Imagen panorámica del patio interior que muestra la tumba de Salim Chishti.

### Sala de oración
La sala de oración rectangular (89 × 20 m) se encuentra en el extremo occidental del patio, orientada hacia La Meca, de acuerdo con la tradición islámica. Su fachada está dominada por un gran iwán, que contiene tres entradas arqueadas. Tres cúpulas se elevan desde el tejado, correspondientes a las tres crujías en que se divide la sala. La crujía central es cuadrada y está ricamente decorada, con incrustaciones geométricas de mármol y pinturas florales policromadas. El muro occidental está decorado con mihrabs (nichos de oración), bordeados de mosaicos y azulejos. Las dos crujías laterales son salas con columnas, cada una de ellas con una cámara cuadrada. Estas salas tienen sus propios mihrabs decorados y se apoyan en pilares de estilo hindú. En los extremos de la sala de oración hay zenana (galerías para las e mujeres).

## Bibliograpfía
- Asher, Catherine B. (1992), Architecture of Mughal India (en inglés), Cambridge University Press, ISBN 9780521267281.
- Alfieri, Bianca Maria (2000), Islamic Architecture of the Indian Subcontinent (en inglés), Laurence King Publishing, ISBN 9781856691895.